# Elizabeth Brewster
Elizabeth Brewster (ur. 26 sierpnia 1922 w Chipman w Nowym Brunszwiku, zm. 26 grudnia 2012) – kanadyjska pisarka.

## Życiorys
Ukończyła studia na Uniwersytecie Nowego Brunszwiku i Radcliffe College, uzyskała również dyplom Uniwersytetu w Toronto i doktorat na Uniwersytecie Indiany, pracowała jako bibliotekarka, a od 1972 jako wykładowca na wydziale anglistyki University of Saskatchewan. W 1951 wydała pierwszy zbiór poezji, East Coast. Swoją twórczość oparła na motywach autobiograficznych, w tym dzieciństwie i doświadczeniach z pobytu w prerii; charakteryzuje ją ironia, niedopowiedzenie i dokładna obserwacja szczegółu. W swoich dziełach podejmowała problemy samotności, wykorzenienia z rodzinnych tradycji i wygnania. Jej ważniejsze dzieła to zbiory Passage of Summer (1969), In Search of Eros (1974), The Way Home (1982) i Spring Again (1990), a także powieści The Sisters (1974).